# Canton de Xertigny
Le canton de Xertigny était, jusqu'aux élections départementales de 2015, une division administrative française, située dans le département des Vosges et la région Lorraine.

## Composition
| Nom                    | Code Insee | Intercommunalité | Superficie (km2) | Population (dernière pop. légale) | Densité (hab./km2) |
| ---------------------- | ---------- | ---------------- | ---------------- | --------------------------------- | ------------------ |
| Xertigny (chef-lieu)   | 88530      | CA d'Épinal      | 50,25            | 2 650 (2014)                      | 53                 |
| La Chapelle-aux-Bois   | 88088      | CA d'Épinal      | 30,65            | 669 (2014)                        | 22                 |
| Charmois-l'Orgueilleux | 88092      | CA d'Épinal      | 35,92            | 594 (2014)                        | 17                 |
| Le Clerjus             | 88108      | CA d'Épinal      | 32,93            | 566 (2014)                        | 17                 |
| Dounoux                | 88157      | CA d'Épinal      | 9,23             | 869 (2014)                        | 94                 |
| Hadol                  | 88225      | CA d'Épinal      | 49,05            | 2 381 (2014)                      | 49                 |
| Uriménil               | 88481      | CA d'Épinal      | 15,62            | 1 357 (2014)                      | 87                 |
| Uzemain                | 88484      | CA d'Épinal      | 27,30            | 1 115 (2014)                      | 41                 |

## Démographie
| 1962  | 1968  | 1975  | 1982   | 1990   | 1999  | 2006   | 2011   | 2012   |
| ----- | ----- | ----- | ------ | ------ | ----- | ------ | ------ | ------ |
| 9 652 | 9 311 | 9 318 | 10 269 | 10 231 | 9 953 | 10 072 | 10 297 | 10 276 |

## Représentation

### Conseillers d'arrondissement (de 1833 à 1940)
| Période                                  | Période          | Identité                      | Étiquette | Qualité |
| ---------------------------------------- | ---------------- | ----------------------------- | --------- | --- |
| 1833                                     | 1833 (démission) | Alexis Lallemand              |           | Maître de forges à Uzemain                                                                                  |
| 1834                                     | 1841 (décès)     | François Mantrand (1767-1841) |           | Ancien officier d'infanterie, propriétaire et juge de paix à Xertigny, conseiller général                   |
| 1842                                     |                  | M. Perrin                     |           | Tanneur à Xertigny                                                                                          |
|                                          |                  |                               |           | |
| 1889                                     | 1896 (décès)     | Charles Champy (1842-1896)    |           | Médecin-major de première classe de l'armée territoriale, ancien maire d'Uzemain                            |
|                                          |                  |                               |           | |
|                                          | 1913             | Camille Hartmann              |           | Notaire, maire de Xertigny                                                                                  |
| 1913                                     | 1932 (décès)     | Jules Louis (1860-1932)       | Radical   | Facteur de fabrique, maire de Dounoux                                                                       |
| 1932                                     | 1940             | Georges Colnot (1888-1960)    | RG        | Cultivateur, maire de Xertigny                                                                              |
| 1940                                     |                  |                               |           | Les conseils d'arrondissement ont été suspendus par la loi du 12 octobre 1940 et n'ont jamais été réactivés |
| Les données manquantes sont à compléter. |                  |                               |           | |

### Conseillers généraux de 1833 à 2015
| Période                                             | Identité                                          | Parti        | Fonction                                                | Qualité |
| --------------------------------------------------- | ------------------------------------------------- | ------------ | ------------------------------------------------------- | --- |
| novembre à décembre 1833 (démission)                | François Mantrand                                 |              |                                                         | Juge de paix à Xertigny |
| 1833-1846 (décès)                                   | Alexis Lallemand (1771-1846)                      |              |                                                         | Maître de forges Maire d'Uzemain, conseiller d'arrondissement |
| 1846-1848                                           | Nicolas Mantrand                                  |              |                                                         | Juge de paix à Xertigny |
| 1848-1871                                           | Victor de Pruines (1810-1889)                     | Droite       |                                                         | Maître de forges à Xertigny Commandant de la Garde Nationale Président du Conseil d'Administration de la Compagnie fermière de l'établissement thermal de Plombières |
| 1871-1880                                           | Albert de Pruines (fils du précédent) (1842-1922) | Droite       |                                                         | Maître de forges, industriel à Semouse (laminage des tôles), Le Blanc-Murger (tréfilerie) et Plombières (taillanderie)                                               |
| 1880-1884 (décès)                                   | Ambroise Doyen                                    | Républicain  |                                                         | Notaire |
| 1885-1886 (démission)                               | Julien Goujon (neveu du précédent)                | Républicain  |                                                         | Avocat Député de Seine-Inférieure (1891-1906) Sénateur de Seine-Inférieure (1909-1912)                                                                               |
| 1886-1919                                           | Albert de Pruines                                 | Conservateur |                                                         | Maître de forges |
| 1919-1922                                           | Augustin Baudouin (1864-1938)                     |              |                                                         | Entrepreneur de travaux publics Maire d'Épinal (1919-1938) |
| 1922-1940                                           | Christian Champy                                  | RG           |                                                         | Médecin, professeur d'histologie, Uzemain Nommé conseiller départemental en 1943                                                                                     |
| 1945-1955                                           | Pierre Rémy                                       | PPUS         |                                                         | Exploitant agricole Maire d'Uzemain (1945-1965) |
| 1955-1973                                           | Jean-François Dupré                               | UNR puis DVD |                                                         | Avocat Maire de Xertigny (1959-1973) |
| 1973-1985                                           | Michel Bidaud                                     | DVD          |                                                         | Vétérinaire Maire de Xertigny (1973-1989) |
| 1985-2015                                           | Jackie Pierre                                     | RPR puis UMP | Vice-président du conseil général, délégué aux finances | Cadre Maire de La Chapelle-aux-Bois (1983-2008), sénateur depuis 2004                                                                                                |
| Les données antérieures ne sont pas encore connues. |                                                   |              |                                                         | |